# Mercat de Galvany
El Mercat de Galvany és un edifici situat a l'illa dels carrers de Madrazo, Santaló, Calaf i Amigó, al barri de Sant Gervasi-Galvany de Barcelona, catalogat com a bé amb elements d'interès (categoria C).

## Història

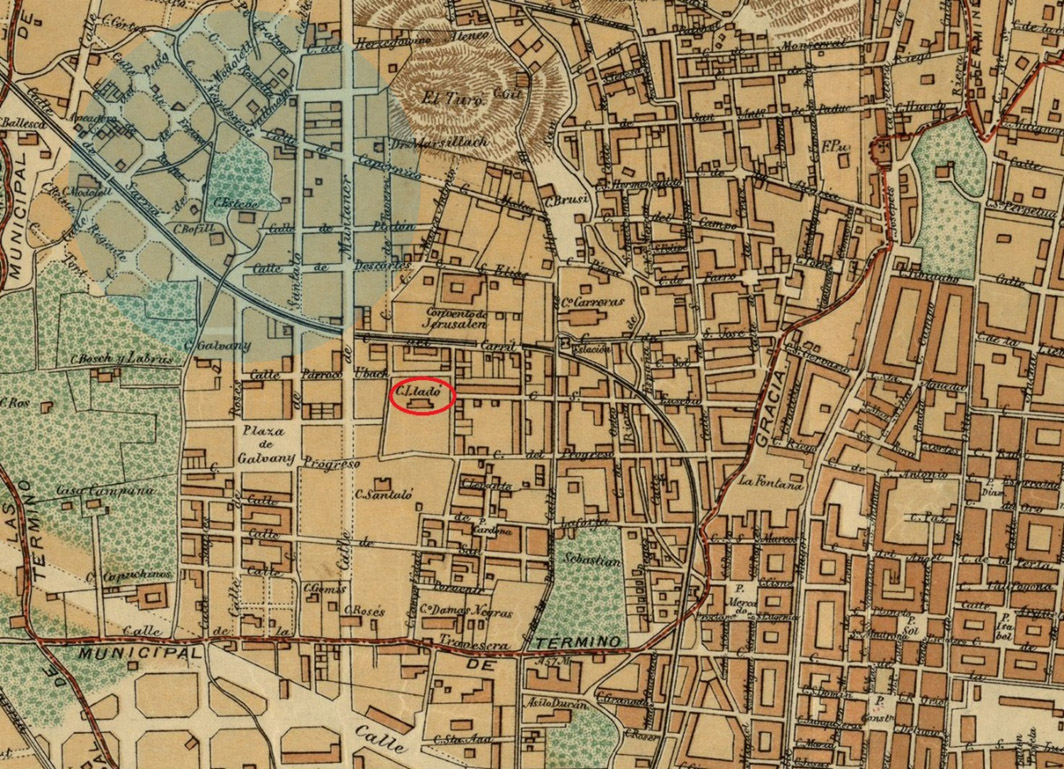
Plànol del 1890

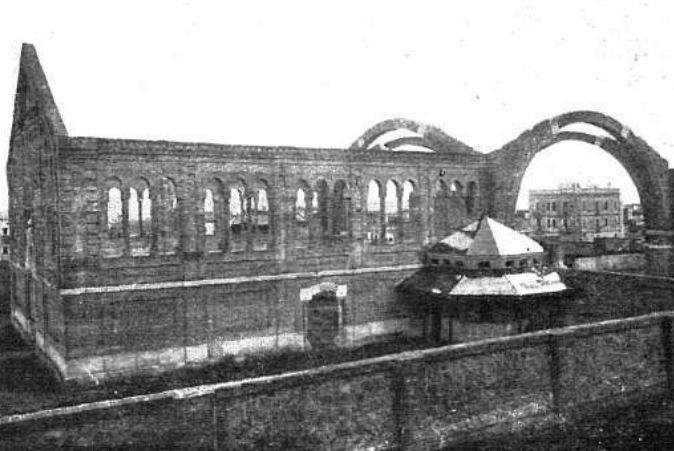
El mercat en construcció el 1909

Tal com ho recorden dues plaques commemoratives al portal del carrer de Santaló, ocupa els terrenys de la plaça de Galvany, cedits el 1868 per l'hisendat Josep Castelló-Galvany i Quadras (1829-1880) amb la condició que s'hi construís un mercat.
L'octubre del 1906, l'Ajuntament de Barcelona n'encarregà el projecte a l'arquitecte municipal Pere Falqués, que va comptar amb la col·laboració d'Antoni de Falguera, que el succeí a la seva mort el 1916. Entre 1906 i 1914 es van realitzar fins a quatre subhastes per a la contractació de les obres, paralitzades entre 1915 i 1925. L'octubre d'aquell any es va realitzar la subhasta definitiva, que fou adjudicada a Antoni Aleix.
Finalment, el mercat es va inaugurar el 26 de febrer del 1927, amb l'assistència de l'alcalde Darius Rumeu i Freixa, baró de Viver, i la benedicció del bisbe mallorquí Josep Miralles.

## Descripció
S'organitza en quatre cossos longitudinals de secció basilical articulats al voltant d'un gran espai octogonal sustentat per quatre grans arcs i coronat per un cimbori, tot formant una planta de creu grega, on els braços que afronten als carrers de Madrazo i Calaf arriben fins al carrer mentre que els afrontats als carrers d'Amigó i Santaló tenen un espai obert al seu davant. La disposició dels braços permet alliberar a l'exterior les quatre cantonades, utilitzades com a zona de càrrega i descàrrega de mercaderies. Tanca el recinte un potent mur de pedra irregular amb pilars de maó.
Les façanes s'articulen mitjançant un sòcol de pedra on reposen les parets de maó vist que a la part superior tenen grups de finestrals triforats rematats per arcs peraltats. A la part superior dels arcs hi ha un vitrall de colors. Els portals d'entrada estan emmarcats per columnes de pedra que s'aixequen des del sòcol, amb capitells ornats amb motius florals i coronades per un arc de mig punt motllurat que a la clau contempla l'escut de Barcelona. A sobre hi ha un mosaic policrom amb motius vegetals, mentre que al timpà que remata la part central de la façana hi ha un altre mosaic, en aquest cas amb l'antic escut de la ciutat.
L'interior presenta grans espais lliures, sense compartimentacions, gràcies a la utilització de 28 pilars de ferro. Aquest material és també utilitzat en les encavallades, que permeten sostenir la coberta a dues vessants. Al centre del mercat, com a element singular, trobem un fanal modernista amb un rellotge d'època a la part superior.
Bastit en obra vista segueix un llenguatge molt proper al noucentisme, encara que també presenta elements decoratius modernistes.